# Frillesås-Landa hembygdsgille
Frillesås-Landa hembygdsgille är en hembygdsförening, som är verksam i socknarna Frillesås och Landa i Kungsbacka kommun. Gillet grundades 1965 och har som mål att värna om bygdens kultur och historia till glädje för nu levande och för kommande generationer. Föreningen äger och driver Snogge hembygdsgård.  Gillet, som år 2023, har 281 medlemmar, ingår i Nordhallands hembygdsförening, som drivs gemensamt av de tretton hembygdsgillena i Nordhalland.  
Gillet bedriver olika aktiviteter och har ett arkiv med dokument och tidningsurklipp samt flera tusen foton, som successivt digitaliseras. Ett textilrum är inrett där det bland annat visas Hallandssöm och bygdedräkter. 

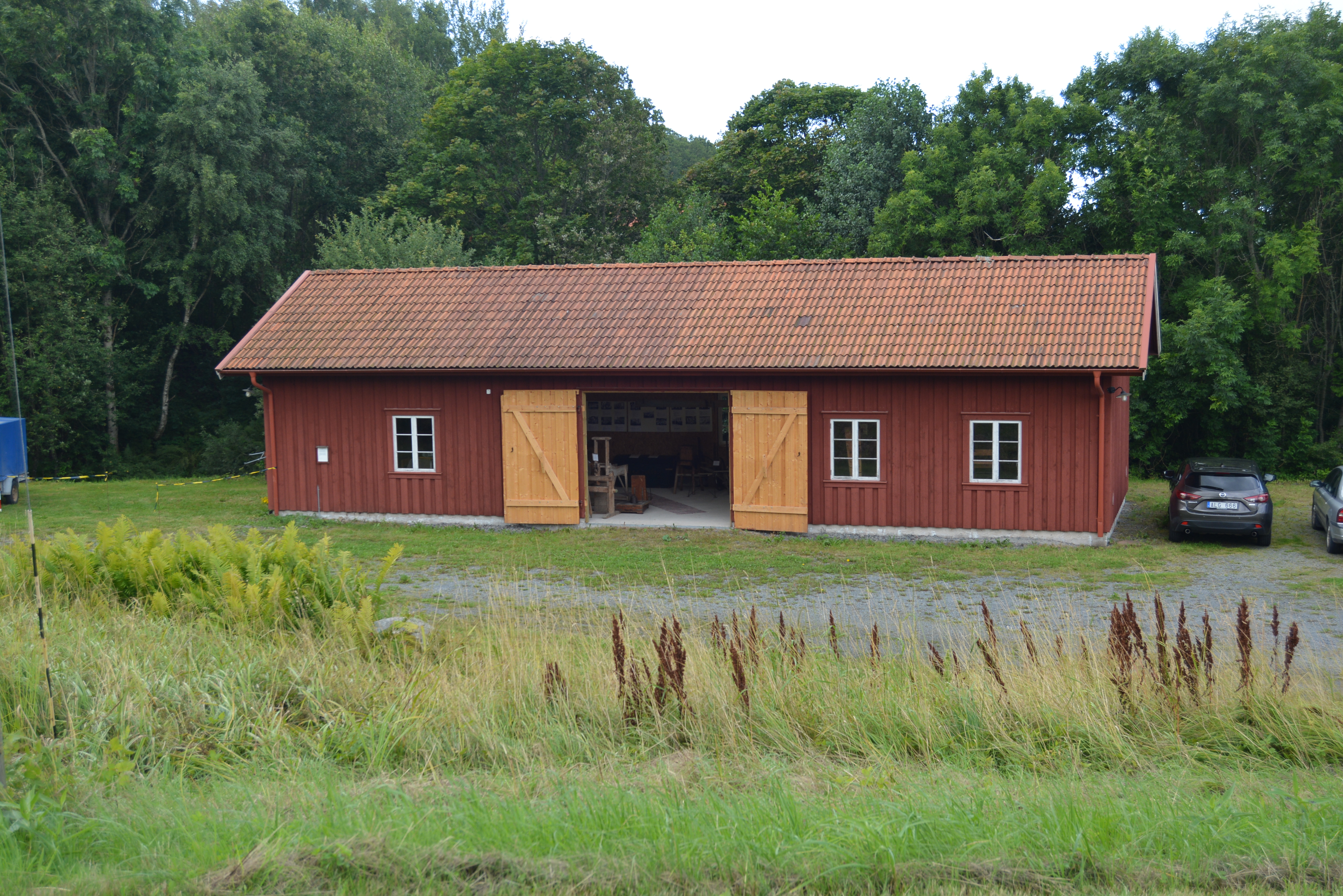
Museet hålls öppet vid gillets olika arrangemang under sommaren.

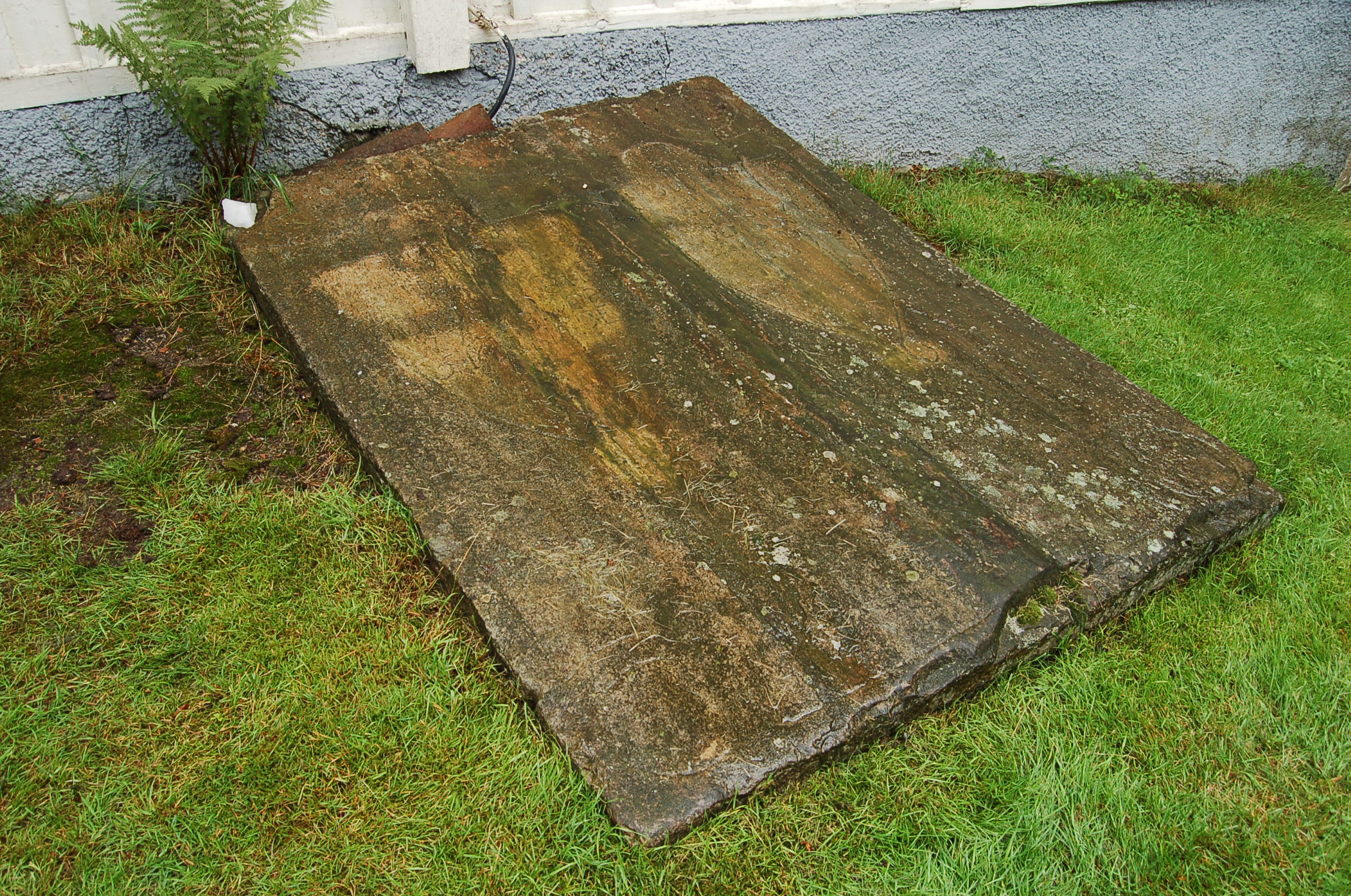
Vid manhusets ena vägg finns en stor gravhäll, hemförd från Frillesås gamla kyrkogård i början av 1900-talet. Hällen har en gång legat på graven till en av de första självägande familjerna i Snogge.

## Snogge hembygdsgård
Hembygdsgården ligger nära Frillesås kyrka. Gården är en av de äldsta som finns dokumenterade i  bygden. Snogge var under några århundraden ett frälsehemman, om ett mantal, som ägdes av olika adelssläkter. Gården finns nämnd 1529, då Gustav Vasa för släktens räkning sålde den till hövitsmannen på Varbergs slott. I slutet av 1700-talet friköptes gårdarna från Åsklosters kungsgård, som då ägde hela hemmanet. Gårdarna låg samlade som en liten by med backstugor och kvarnar intill. Vid laga skiftet, omkring 1830, blev genom avflyttning och markövertagande endast en gård kvar. 
När hembygdsgillet fick gården i gåva 1997 av gårdens tidigare ägare, Margareta (Greta) Johansson, bestod byggnaderna av manhus, brygghus, svinhus, garage och ladugård. Sedan dess har ladugården, som var i mycket dåligt skick, rivits. Genom Hallandsmodellen fick manhuset en yttre renovering och brygghuset blev iordningställt. Därefter beslutade gillet att en ny byggnad skulle ersätta den nerrivna ladugården och år 2009 kunde ett nytt museum för gamla redskap, vagnar med mera invigas på den plats där ladugården tidigare funnits. I museet visas även delar av takmålningar från Frillesås gamla kyrka.
Vid manhusets östra gavel finns också ett mindre museum. Här visas bland annat inredningar från hem och skolmiljö. Brygghuset som totalrenoverats har omvandlats till en bakstuga med en stor stenugn.

## Böcker utgivna av gillet
- 2009: Frillesås - en socken i norra Halland
- 2003: Landa - förr och nu
- 1995: Så bodde de - så levde de. En bok om torp och stugor i Frillesås och Landa